# Richard Atcherley
Sir Richard Llewelyn Roger „Batchy“ Atcherley, KBE, CB, AFC&Bar (* 12. Januar 1904 in York, Yorkshire, England; † 18. April 1970 in Aldershot, Hampshire, England) war ein britischer Luftwaffenoffizier der Royal Air Force, der unter anderem 1929 zum Team von Richard Waghorn beim Gewinn der Schneider-Trophy gehörte sowie 1929 das King’s Cup Race gewann. Zuletzt war er zwischen 1949 und 1951 Oberkommandierender der Royal Pakistan Air Force sowie von 1955 bis 1959 im Range eines Generalleutnants (Air Marshal) Oberkommandierender des Flugausbildungskommandos (RAF Flying Training Command).

## Leben

### Pilotenausbildung und Teilnahme an derSchneider-Trophy

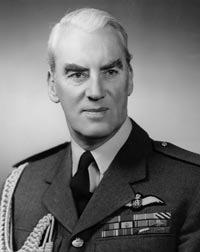
Der spätere Marshal of the Royal Air Force Sir Dermot Boyle gehörte zusammen mit Richard Atcherley zur Flugschau- und Kunstflugmannschaft der Central Flying School.

Richard Llewelyn Roger „Batchy“ Atcherley war ein Sohn von Sir Llewellyn William Atcherley, der Chief Constable des West Riding of Yorkshire, Ballonfahrer sowie im Ersten Weltkrieg Generalmajor der British Army war, sowie dessen Ehefrau Eleanor „Nellie“ Frances. Sein Zwillingsbruder David Atcherley war ebenfalls Luftwaffenoffizier und zuletzt 1952 Kommandeur der No. 205 Group RAF. Nach dem Besuch der 1556 gegründeten Oundle School begann er 1922 seine Offiziersausbildung als Flight Cadet der A Squadron am Royal Air Force College Cranwell, während sein Zwillingsbruder David Atcherley dort aus medizinischen Gründen abgelehnt wurde. Während seiner Ausbildung war er Flight Cadet Sergeant des Kadettenkorps. Nach Abschluss der Ausbildung wurde er am 31. Juli 1924 zum Leutnant (Pilot Officer) befördert und als Berufssoldat (Permanent Commission) in die Royal Air Force (RAF) übernommen. Zunächst wurde er zum No. 29 Squadron RAF auf dem Militärflughafen RAF Duxford versetzt, wo er Doppeldecker-Jagdflugzeug vom Typ Sopwith Snipe flog. 1924 nahm er am „Robert Marsland Groves“-Flugwettbewerb teil und gewann den ersten Preis. Nachdem er 1925 die Zentrale Flugschule (Central Flying School) besucht hatte, kehrte er zunächst als Flugausbilder zum No. 29 Squadron RAF zurück. Am 26. Oktober 1925 wechselte er als Pilot und Qualifizierter Fluglehrer QFI (Qualified Flying Instructor) zum No. 23 Squadron RAF auf dem Militärflugplatz RAF Henlow.
Nach seiner Beförderung zum Oberleutnant (Flying Officer) am 31. Januar 1926 wurde „Batchy“ Atcherley am 4. August 1926 Qualifizierter Fluglehrer an der Zentralen Flugschule und gehörte dort zwischen 1927 und 1928 als Mitglied zur Flugschau- und Kunstflugmannschaft der Schule, den Genet Moths, zu denen auch der spätere Marshal of the Royal Air Force Sir Dermot Boyle gehörte. Am 6. Oktober 1928 wurde er zum RAF High Speed Flight versetzt, einem Schwarm, der zur Teilnahme an der Schneider-Trophy 1929 zusammengesetzt wurde. Dem Team gehörten neben ihm unter anderem Squadron Leader Augustus Orlebar als Fliegerischer Kommandeur, Flight Lieutenant Samuel Kinkead, Flight Lieutenant George Stainforth sowie Flying Officer Richard Waghorn, den er seit dem Besuch des RAF College Cranwell kannte und der mit dem Wasserflugzeug Supermarine S.6 mit einer Durchschnittsgeschwindigkeit von 528,88 km/h den ersten Platz bei der Schneider-Trophy gewann. Atcherley wurde zwar wegen des Flugs in einen Pylon vom Wettbewerb disqualifiziert, flog aber selbst mit der Supermarine S.6 zwischenzeitliche Rekorde auf den Entfernungen von 50 Kilometern mit einer Durchschnittsgeschwindigkeit von 534,3 km/h sowie 100 Kilometern mit einer Durchschnittsgeschwindigkeit von 532,69 km/h.

### Gewinner desKing’s Cup Race1929

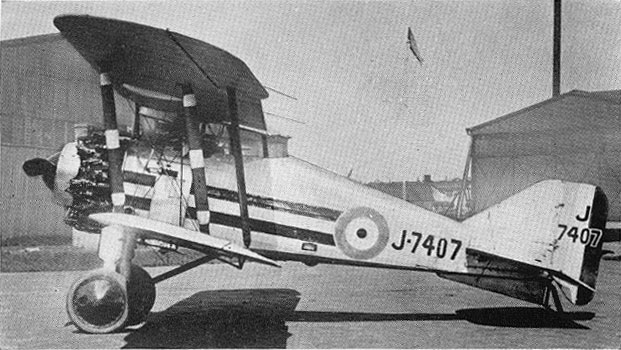
Am 6. Juli 1929 gewann Oberleutnant „Batchy“ Atcherley auf dem Heston Aerodrome das King’s Cup Race mit einem Doppeldecker-Jagdflugzeug vom Typ Gloster Grebe.

Des Weiteren nahm Atcherley mit George Stainforth als Navigator am 6. Juli 1929 auf dem Heston Aerodrome am King’s Cup Race mit einem Doppeldecker-Jagdflugzeug vom Typ Gloster Grebe und gewann dieses Rennen mit einer Durchschnittsgeschwindigkeit von 241,88 km/h. Am 10. Oktober 1929 kehrte er als Qualifizierter Fluglehrer an die Zentrale Flugschule zurück und erhielt dort am 13. November 1929 seine Beförderung zum Hauptmann (Flight Lieutenant), woraufhin er am 9. Dezember 1929 Fliegerischer Kommandeur (Flight Commander) des No. 23 Squadron RAF wurde. Aufgrund seiner Rekorde wurde er im August 1930 zur Teilnahme an den National Air Races auf dem Naval Air Station Glenview bei Chicago eingeladen. Bei der Ankunft war klar, dass seine Demonstration des Kunstfluges in einem britischen Standard-Leichtflugzeug die amerikanischen Experten in ihren speziell entwickelten Hochleistungsflugzeugen verfehlen würde. Deshalb beschloss er, ein „verrücktes Fliegen“ zu zeigen, in dem er das Flugzeug flog, als würde es von einem nicht qualifizierten Piloten geflogen. Sein Auftritt war so spektakulär, dass er gebeten wurde, im folgenden Jahr zurückzukehren.
Am 13. Oktober 1930 wurde Flight Lieutenant Atcherley Fliegerischer Kommandeur der in Transjordanien stationierten No. 14 Squadron RAF, so dass er für die Teilnahme an den National Air Races im August 1931 in Cleveland mit seinem eigenen Flugzeug zunächst nach Großbritannien zurückfliegen musste. Während er in Chicago war, erlebte er einige Experimente mit Luft-Luft-Betankung und war sofort fasziniert von ihnen. Während seines Dienstes in Palästina führte er Nachtflug- und Navigationsexperimente durch, die er später zu einem zugelassenen Nachtlandesystem perfektionierte. Eine weitere seiner Exzentrizitäten zu dieser Zeit waren seine Haustiere, zu denen ein Löwe gehörte, den er oft mitnahm. Bevor er den Nahen Osten verließ, holten ihn jedoch seine Possen ein, als er eine Kunstflugvorführung über einer Tennisparty des Oberkommandierenden des Luftwaffenkommandos im Mittleren Osten (RAF Middle East Command), Sir Cyril Newell, durchführte. Vor ein Kriegsgericht gestellt, verlor er mit Wirkung vom 7. Mai 1934 50 Plätze in den Dienstalterlisten, so dass die Dienstaltersstufe als Hauptmann erst ab dem 14. Mai 1934 berechnet wurde. Zugleich wurde der vorgesehene Besuch des RAF Staff College, Andover zurückgestellt.

### Zeit bis zum Zweiten Weltkrieg

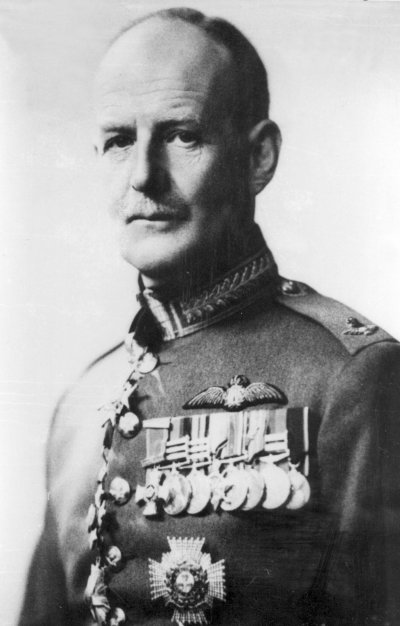
Squadron Leader Atcherley war zwischen 1938 und 1939 enger Mitarbeiter von Air Marshal Sir Charles Stuart Burnett.

Nach seiner Rückkehr nach Großbritannien wurde Richard Atcherley im September 1934 Testpilot in der Royal Aircraft Establishment (RAE), der Forschungs- und Entwicklungsinstitution der Royal Air Force in RAF Farnborough. Dort setzte er seine Forschungen und Entwicklungen in der Luftbetankung fort, was 1934 zur Gründung der Flight Refuelling Ltd. durch Alan Cobham führte. Er setzte auch seine früheren Experimente mit Nachtlandesystemen fort und schlug sogar vor, dass Besatzungen speziell entworfene Fluganzüge tragen sollten, die auf dem Skianzug basieren.
Atcherley besuchte ab Januar 1937 das RAF Staff College, Andover und wurde dort am 1. April 1937 zum Major (Squadron Leader) befördert. Daraufhin wechselte er am 1. Januar 1938 als Stabsoffizier in das Hauptquartier des Luftwaffenausbildungskommandos (RAF Training Command). In dieser Funktion war er damit beauftragt, die Leistung des Kommandos zu erhöhen, was sowohl Flugzeuge als auch Flugplätze erforderte. Er benutzte sein eigenes Flugzeug, um nach geeigneten Flugplätzen zu suchen und öffentliche Schulen zu besuchen. Er richtete den Air Cadet Wing der Public Schools ein, wobei die Offiziersausbildungslehrgänge OTC (Officers’ Training Corps) der Schulen den RAF-Standorten angegliedert waren und mindestens zwei Instrukteure in jeder Schule für die Ausbildung der OTC-Kadetten in Luftangelegenheiten verantwortlich waren. In der Folgezeit errichtete er jährliche Camps für diese Kadetten zur Verbesserung der Flugerfahrung auf Tiefdeckern vom Typ Avro Anson und einem ersten Flugtraining für ausgewählte Kadetten auf Schulflugzeugen vom Typ De Havilland DH.82 Tiger Moth.
Am 1. Juli 1939 wechselte er in den Stab des Generalinspekteurs der Royal Air Force, Air Marshal Sir Charles Stuart Burnett, der zuvor Oberkommandierender des RAF Training Command war.

### Zweiter Weltkrieg

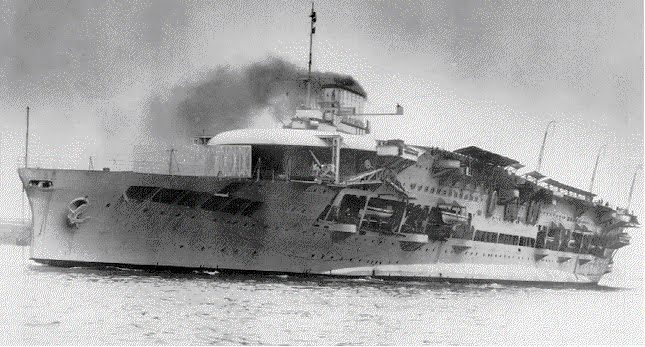
Nach der Besetzung Norwegens durch die deutschen Truppen organisierte er im Juni 1940 die erfolgreiche Landung der britischen Flugzeuge auf dem Flugzeugträger Glorious.

Nach Beginn des Zweiten Weltkrieges wurde Squadron Leader „Batchy“ Atcherley am 4. Oktober 1939 Kommandeur (Officer Commanding) der No. 219 Squadron RAF. Nach dem Unternehmen Weserübung, der Besetzung Norwegens durch die deutsche Wehrmacht am 9. April 1940 wurde er im Mai 1940 Kommandeur der Luftstreitkräfte der British Expeditionary Force (BEF), um den Flugbetrieb der Jagdflugzeuge vom Typ Gloster Gladiator des No. 263 Squadron RAF sowie der Jagdflugzeuge vom Typ Hawker Hurricane des No. 46 Squadron RAF auf dem Flughafen Bardufoss vorzubereiten. Nach der Besetzung Norwegens durch die deutschen Truppen organisierte er die erfolgreiche Landung der britischen Flugzeuge der No. 263 Squadron RAF sowie der No. 46 Squadron RAF auf den zum Flugzeugträger umgebauten Schlachtkreuzer Glorious, um diese vor einer Eroberung und Zerstörung durch die deutsche Wehrmacht zu sichern. Für seine Verdienste wurde ihm das Air Force Cross (AFC) verliehen. Nach seiner Rückkehr wurde im Juni 1940 Kommandeur des Luftwaffenstützpunktes RAF Drem in Schottland, wo die Entwicklung seines Nachtlandelichtsystems fortsetzte, das schließlich von der RAF übernommen und als „Drem“-Systems bekannt wurde. Im Anschluss wurde er 1941 Kommandeur der 54. Operativenausbildungseinheit OTU (No. 54 Operational Training Unit) auf dem Militärflugplatz RAF Church Fenton. Für seine Verdienste in dieser Zeit wurde er am 1. Januar 1941 mit dem Offizierskreuz des Order of the British Empire (OBE) geehrt und am 17. März 1941 erstmals im Kriegsbericht erwähnt (Mentioned in dispatches) sowie am 24. September 1941 auch mit einer Spange (Bar) zum Air Force Cross ausgezeichnet. Ferner wurde ihm 1942 das Kriegskreuz von Norwegen mit Schwertern verliehen.
Im Anschluss wurde Atcherley 1942 zunächst Kommandant des Militärflughafens RAF Fairwood Common und in dieser Funktion kurze Zeit später von seinem Zwillingsbruder David Atcherley abgelöst, was von den meisten der dort stationierten Soldaten nicht bemerkt wurde. Er selbst wurde daraufhin 1942 Kommandant des Luftwaffenstützpunktes RAF Kenley. Am 11. Juni 1942 wurde er erneut im Kriegsbericht erwähnt sowie am 20. November 1942 zum Oberstleutnant (Wing Commander) befördert, wobei diese Beförderung auf den 1. Oktober 1941 zurückdatiert wurde. In der Verwendung als Kommandant des Luftwaffenstützpunktes RAF Kenley flog er mehrmals zu Kampfeinsätzen, was zu Protesten der dortigen Squadron Leader führte, da er die feindliche Flugzeuge zu spät wahrnahm. Daraufhin sagte er dem Oberkommandierenden zu, nicht mehr an Kampfeinsätzen teilzunehmen. Tatsächlich wurde er am darauf folgenden Tag über dem Ärmelkanal abgeschossen. Nach seiner Rettung und anschließenden Genesung wurde er in den Mittleren Osten versetzt und am 11. April 1943 Kommandeur (Air Officer Commanding) der zu den Luftstreitkräften in der Westlichen Wüste (Western Desert Air Force) gehörenden No. 211 Group RAF in Tripoli. Nach dem Absturz mit einem neuen Jagdflugzeug vom Typ Curtiss P-40 „Kittyhawk“ zog er sich den Zorn des Kommandeurs der Western Desert Air Force, Air Vice Marshal Harry Broadhurst, zu und wurde von seinem Posten abberufen.
Nach seiner Rückkehr nach Großbritannien wurde Atcherley 1943 Leiter der Stabsabteilung Ausbildung im Luftangriffskommando (RAF Fighter Command) und danach im März 1944 stellvertretender Leiter der Sektion Ausbildung der Alliierten Expeditionsluftstreitkräfte AEAF (Allied Expeditionary Air Force) und war dort zeitweise auch kommissarischer Leiter dieser Sektion. Danach wurde er im Juli 1944 Kommandant der Kampfführerschule (Fighter Leaders’ School) auf dem Militärflughafen RAF Milfield und erhielt am 1. Januar 1945 für seine Verdienste wieder eine Erwähnung im Kriegsbericht. Am 25. Februar 1945 wurde er erster Kommandant der neu gegründeten Zentralen Luftangriffseinrichtung (Central Fighter Establishment), die verantwortlich für die Entwicklung neuer Taktiken und die Bewertung neuer Jagdflugeinsätze war. Am 5. Juli 1945 wurde er für seine Verdienste Commandeur des Order of the British Empire (CBE). Danach wurde er kurzzeitig Leitender Generalstabsoffizier SASO (Senior Air Staff Officer) der neu aufzustellenden Taktischen Luftflotte des Commonwealth of Nations, der Commonwealth Tactical Air Force. Nach den Atombombenabwürfen auf Hiroshima und Nagasaki am 6. und 9. August 1945 sowie der darauf folgenden Kapitulation Japans am 2. September 1945, die zum Ende des Zweiten Weltkrieges führte, wurde die geplante Gründung der Commonwealth Tactical Air Force aufgehoben.

### Nachkriegszeit und Aufstieg zumAir Marshal
Nach Kriegsende und seiner Rückkehr ins Vereinigte Königreich wurde „Batchy“ Atcherley am 12. September 1945 Kommandant des Luftwaffenstützpunktes RAF Cranwell. Zugleich wurde er auch als erster ehemaliger Absolvent Kommandant des Royal Air Force College Cranwell und bekleidete diesen Posten bis zu seiner Ablösung durch Air Commodore George Beamish am 1. Januar 1949. In dieser Verwendung erfolgte am 1. Januar 1946 auch seine Beförderung zum Oberst (Group Captain) sowie am 1. Juli 1947 zum Brigadegeneral (Air Commodore). Als Kommandant des RAF College Cranwell entwickelte er Techniken zur Inspektion des Standortes, der dortigen Mitarbeiter, Kadetten und Lehrlinge, während er selbst eine Gloster Meteor flog, das erste britische strahlgetriebene Jagdflugzeug, das die Einsatzreife erlangte. Am 31. Januar 1949 löste er Air Vice Marshal Allan Perry-Keene als Oberkommandierender der Royal Pakistan Air Force ab und bekleidete diesen Posten bis zum 1. Juni 1951, woraufhin Air Vice Marshal Leslie William Cannon seine Nachfolge antrat. In dieser Funktion wurde er am 8. Juni 1950 auch Companion des Order of the Bath (CB) sowie am 1. Januar 1951 zum Generalmajor (Air Vice Marshal) befördert.
Am 1. Juni 1951 kehrte Atcherley zum RAF Fighter Command zurück und war zwischen dem 1. Juni 1951 und November 1953 Kommandeur AOC (Air Officer Commanding) der No. 12 Group RAF. Im Anschluss wurde er im November 1953 Chef des Stabes der Gemeinsamen britischen Streitkräftemission (British Joint Services Mission) in den USA, wo er auch Flugstunden auf dem einstrahligen Jagdflugzeug North American F-86 sowie dem zweistrahligen Jagdflugzeug Avro Canada CF-100 nahm. Zuletzt wurde er am 20. Dezember 1955 Nachfolger von Air Marshal Sir Lawrence Pendred als Oberkommandierender des Flugausbildungskommandos (RAF Flying Training Command) und hatte diese Funktion bis zu seiner Ablösung durch Air Marshal Sir Hugh Constantine am 1. März 1959 inne. Er führte während seiner Amtszeit den Unterricht auf den Schulflugzeugen Percival Provost und Folland Gnat ein. Am 1. Mai 1956 erhielt er seine Beförderung zum Generalleutnant (Air Marshal). Ferner wurde er am 31. Mai 1956 zum Knight Commander des Order of the British Empire (KBE) geschlagen und führte seither den Namenszusatz „Sir“. Am 4. April 1959 schied er aus dem aktiven Militärdienst aus und trat in den Ruhestand. Danach war er von 1959 bis 1965 Verkaufsdirektor des Flugzeugherstellers Folland Aircraft.